# Cepora timnatha
Cepora timnatha é uma borboleta da família Pieridae. Ela pode ser encontrada na Indonésia.

## Subespécies
As seguintes subespécies são reconhecidas:
- Cepora timnatha timnatha (norte de Celebes)
- Cepora timnatha sorror Fruhstorfer, 1899 (Ilhas Sula)
- Cepora timnatha filia Fruhstorfer, 1902 (Celebes Meridional)
- Cepora timnatha filiola Fruhstorfer, 1899 (Sula Besi)
- Cepora timnatha aurulenta Fruhstorfer, 1899 (Bangkai)
- Cepora Timnatha Butona Iwasaki e Yata, 2005 (Buton Island)